# Mädchen hinter Gittern (film 1949)
Mädchen hinter Gittern è un film del 1949 diretto da Alfred Braun.

## Produzione
Il film fu prodotto dalla Central Cinema Company Film (CCC) di Berlino.

## Distribuzione
Il film venne presentato il 14 agosto 1949 in concorso alla Mostra del Cinema di Venezia. In Germania, il film fu distribuito dalla Schorcht Filmverleih Gmbh e uscì in prima proiezione a Colonia il 15 novembre 1949.